# Franz Landgraf (General)

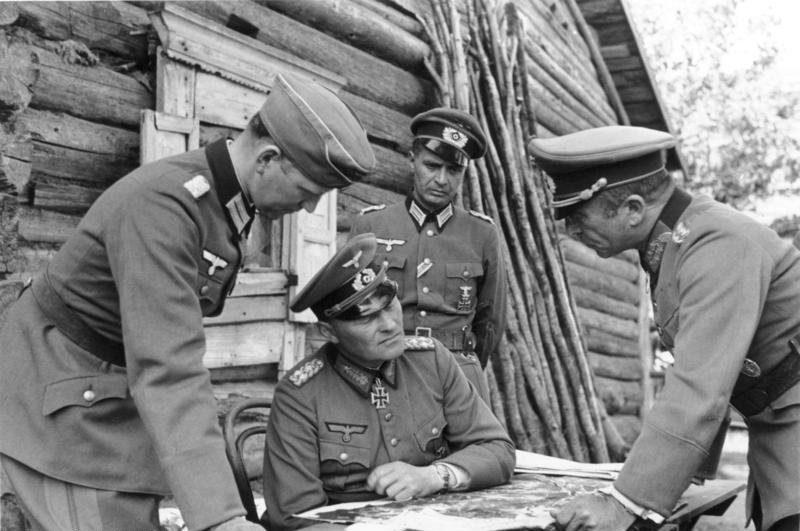
Generalmajor Franz Landgraf bei einer Besprechung von Offizieren, sitzend Generaloberst Erich Hoepner, Russland, vor Leningrad, August 1941.

Franz Landgraf (* 16. Juli 1888 in München; † 19. April 1944 in Stuttgart) war ein deutscher Generalleutnant im Zweiten Weltkrieg.

## Leben
Franz Landgraf trat am 7. Juli 1909, nachdem er als Kadett ausgebildet worden war, als Fähnrich in das 5. Infanterie-Regiment „Großherzog Ernst Ludwig von Hessen“ der Bayerischen Armee ein. Am 26. Oktober 1911 wurde er zum Leutnant und mit Patent vom 9. Juli 1915 Oberleutnant befördert.
Nach seiner Teilnahme im Ersten Weltkrieg schloss er sich im April 1919 dem Freikorps Bamberg an und blieb für knapp ein Jahr im Freikorps. Im gleichen Jahr wurde er Hauptmann und wurde im Februar 1920 in die Reichswehr in das Infanterie-Regiment 46 übernommen. Ab 1. Oktober 1920 wurde er bei der Überführung des Regiments in das Infanterie-Regiment 21 hier bis 1928 Kompaniechef. Anschließend war er bis 1. April 1934 Adjutant, ab 1931 als Major, beim Kommandeur des Truppenübungsplatzes Grafenwöhr. Er kam zurück zum Infanterie-Regiment 21 und wurde hier Kommandeur des Ausbildungs-Bataillons. Am 1. Juli 1934 wurde er zum Oberstleutnant befördert und sein Bataillon zur Aufstellung des Schützen-Regiment 2 herangezogen. Hier wurde er ebenfalls Bataillonskommandeur. Am 1. Oktober 1936 wurde er dann als Oberst (Beförderung am 1. August 1936) Kommandeur des Panzer-Regiments 7. Ab 25. Oktober 1939, ab 1. September 1940 Generalmajor, führte er die 4. Panzer-Brigade und wurde anschließend vom 6. Januar 1941 an Kommandeur der 6. Panzer-Division. Im Winter 1941/42 erkrankte er an der Ostfront, sodass er nach Deutschland zurückgeschickt wurde, blieb aber noch bis Mitte April 1942 formal Divisionskommandeur und wurde in der Zeit durch Erhard Raus vertreten. Erst Anfang Mai 1942 übernahm er erneut ein Kommando und wurde Kommandeur der 155. Panzer-Division, welches er Ende September 1943 aber abgeben musste. Am 1. September 1942 war er zum Generalleutnant befördert worden.

## Auszeichnungen
- Eisernes Kreuz (1914) II. und I. Klasse
- Ritterkreuz des Eisernen Kreuzes am 16. Juni 1940[7][8]